# Courtland Sutton
Courtland Sutton (* 10. Oktober 1995 in Brenham, Texas) ist ein US-amerikanischer American-Football-Spieler. Er spielt auf der Position des Wide Receivers für die Denver Broncos in der National Football League (NFL).

## NFL
Sutton wurde bei dem NFL Draft 2018 in der zweiten Runde an Position 40 von den Denver Broncos gedraftet. In seiner Rookie-Saison fing Sutton 42 Pässe für einen Raumgewinn von 704 Yards. In seiner zweiten Saison in der NFL (2019) konnte er erstmals die 1000-Yards-Marke brechen, mit 72 Passfängen erzielte Sutton 1.112 Yards Raumgewinn sowie 6 Touchdowns für sein Team. Für seine Leistungen im zweiten Jahr wurde Sutton für den Pro Bowl nachnominiert, da DeAndre Hopkins diesen verletzungsbedingt verpasste.